# Автомат Калашникова в популярной культуре
Автомат Калашникова ещё в 1970-е годы вошёл в массовую культуру отдельных регионов планеты, в частности — культуру Ближнего Востока, Кавказа, Центральной Азии, Латинской Америки, Африки. 

## Влияние Автомата Калашникова в массовой культуре

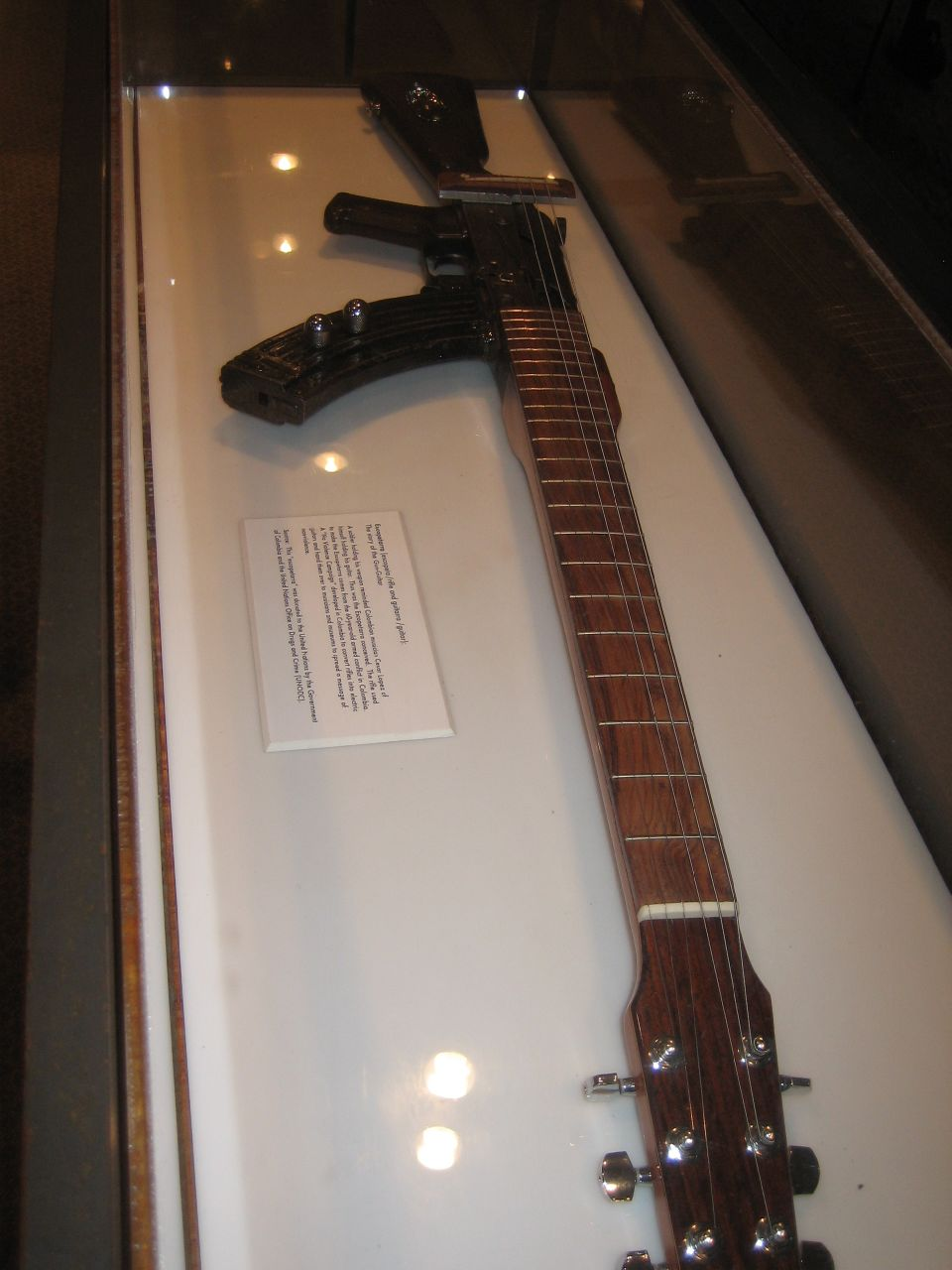
Сделанная из АК гитара — Эскопетарра

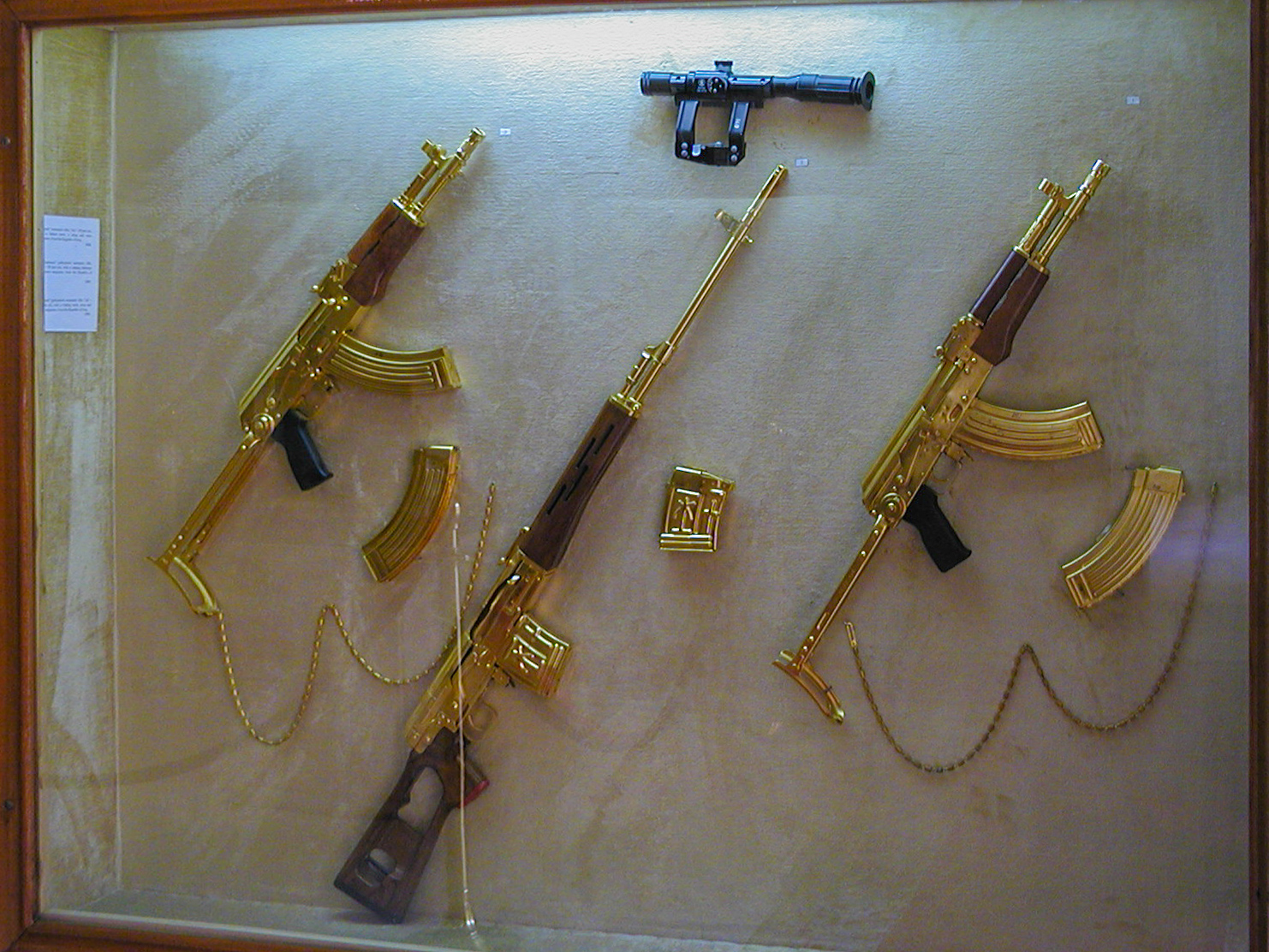
Стенд в музее дворца Абдин

- В некоторых странах Африки детям дают имя «Калаш» в честь автомата[4][5]. В частности, такое имя носит молодой пират — один из героев фильма «22 минуты».
- Максим Калашников — литературный псевдоним общественного и политического деятеля, писателя-футуролога и публициста Влади́мира Алекса́ндровича Кучере́нко.
- В честь шестидесятилетия Автомата Калашникова модели 1947 года Новозеландским монетным двором были выпущены (для Островов Кука) 2 серебряные (.999) монеты номиналом в 2 доллара. На них изображён генерал-лейтенант М. Калашников в парадном мундире (полноцветное изображение), АК, российский солдат с автоматом и др.[6]
- На Камчатке 17 июля 2008 года был установлен памятник автомату на погранзаставе «Налычево»[7].
- АК-47 — прозвище российского баскетболиста Андрея Кириленко (из-за его инициалов и игрового номера 47)[8].
- Теннисист Евгений Кафельников из-за силы своей подачи получил прозвище «Калашников».
- Владелец американского автосалона «Max Motors» предлагает при покупке пикапа подарок — сертификат на автомат Калашникова[9][10]. При этом есть возможность взять бензин на ту же сумму, но, за редким исключением, покупатели единодушно выбирают автомат[11].
- В 2006 году колумбийский активист Сесар Лопес приобрёл 12 списанных автоматов АК-47 для изготовления эскопетарры — гибрида гитары и винтовки, используемого как символ мира.
- В 2013 году Джимми ДиРеста[англ.], дизайнер из Нью-Йорка, изготовил GATTAR — гитару, стилизованную под автомат Калашникова[12]. В отличие от эскопетарры, эта гитара сделана не из автомата. В качестве основы взята гитара Ibanez.

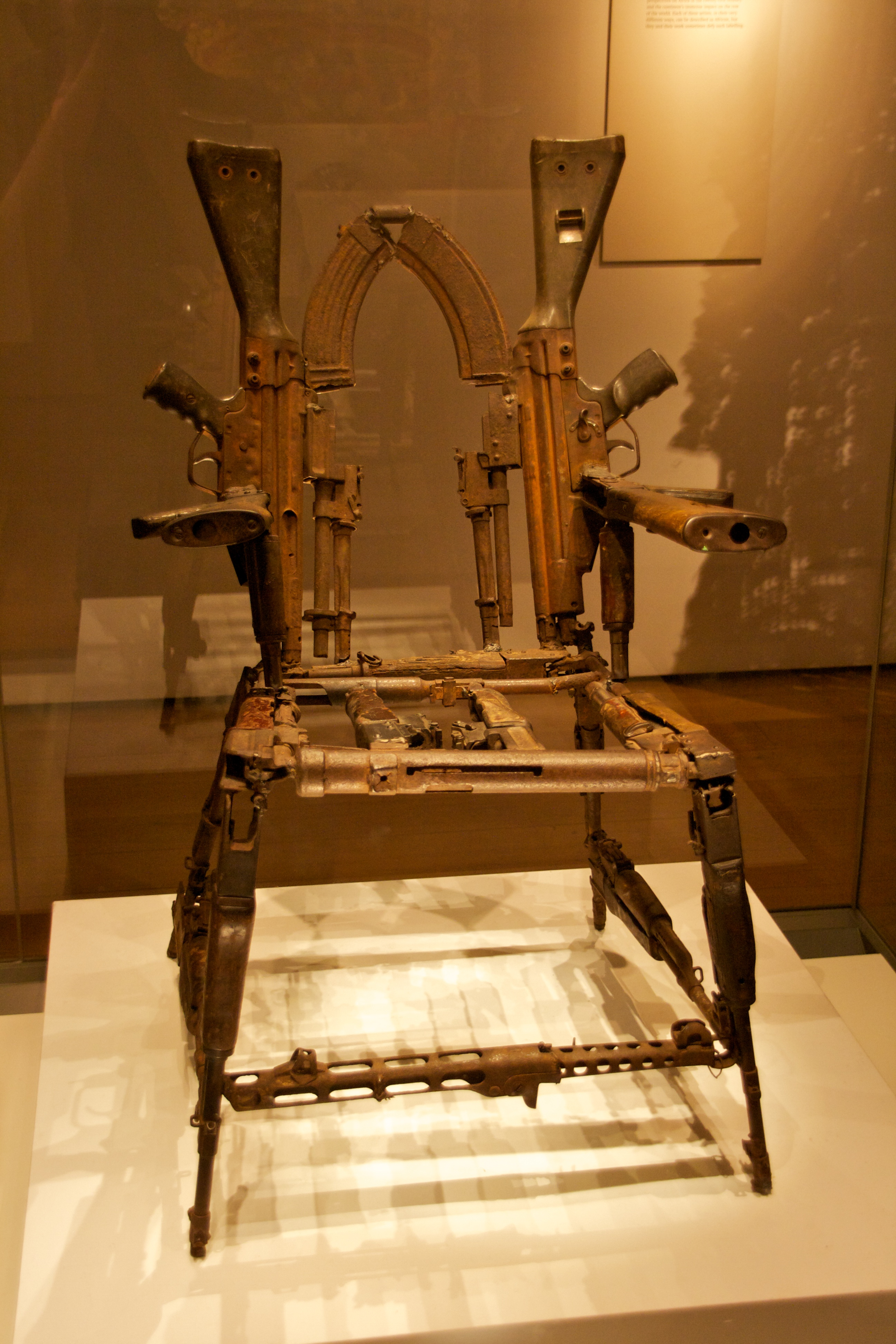
Автоматы (и прочее оружие) — материал мозамбикского художника

- Глазовский ликёро-водочный завод (г. Глазов) выпускает водку под маркой «Калашников», сувенирные экземпляры которой разливаются в бутылки в форме автоматов[13][14].
- Мышь начального уровня серии X7 от A4Tech имеет название AK-47 и соответствующую символику[15].

### В музыке
- Песня Finland red, Egypt white группы The Sisterhood[англ.] из альбома Gift посвящена автомату Калашникова[источник не указан 1970 дней].
- «Калашњиков» — песня сербского композитора Горана Бреговича с альбома Ederlezi[16].
- Гитарист финской группы KYPCK играет на гитаре «Лопашников», выполненной в форме этого автомата[17].
- У группы из Санкт-Петербурга 2H Company в 2007 году вышел альбом «Искусство ухода за АК-47», в котором есть одноимённая песня.
- У группы Dropkick Murphys есть композиция AK47 (All I Want For Christmas Is An) с сингла 2013 года The Seasons Upon Us. На обложке альбома изображен АК-47 в подарочной упаковке[источник не указан 1970 дней].
- Существует множество коллективов, названных в честь Автомата Калашникова:
  - В честь автомата была названа рэп-группа «АК-47» из города Берёзовский Свердловской области.

### В кинематографе
Первое появление АК на экранах произошло в советском фильме 1954 года «Максим Перепелица», с тех пор он стал постоянным спутником главных героев отечественных фильмов и антагонистов — в творениях Голливуда. В фильме «Джеки Браун» Квентина Тарантино герой Сэмюэля Джексона так описывает данный автомат: «Нет ничего лучше, когда тебе нужно уничтожить абсолютно все живое, что попадется под руку». Особое внимание автомату Калашникова было уделено и в фильме «Оружейный барон», где герой Николаса Кейджа следующим образом охарактеризовал данное оружие: 

Это самый популярный автомат в мире, его любят все вояки. Он изящно прост, собран из штампованной стали и фанеры, а весит всего 9 фунтов. Он не ломается, не заклинивает, не раскаляется. Он стреляет и в грязи, и в песке. Он так прост в применении, что из него может стрелять ребёнок — и такое тоже случается. Советы выбили автомат на монетах, Мозамбик поместил его на свой флаг. После конца Холодной войны «Калашников» стал для русских главной статьёй экспорта, уж потом идут водка, икра и писатели-самоубийцы— .

### В компьютерных играх
| Название игры                         | Тип автомата | Отличие от реальности | Дополнительно |
| ------------------------------------- | --- | --- | --- |
| 7.62                                  | AKM, АКМН, АКСУ-74, АК-74M, Type-56 | Не обнаружено | Возможна установка ЛЦУ, сошек, подствольного гранатомета ГП-30 и прицелов стандарта АК |
| Серия игр ArmA                        | АКМ, АКМС, АКС-74, АК-74, АКС74У, АК-107, АК-12 | у АКМ откручен дульный компенсатор | Оружие имеет различные модули Используется прототип АК-12 2012 года |
| Серия игр Battlefield                 | АК-47, АКМ, АКМС, АК-74М, АКС74У, АК-101, АК-12, Type-56                                                                                           | Левозатворный (Battlefield: Vietnam) | Возможна установка различных модулей Используется прототип АК-12 2012 года |
| Серия игр Call of Duty                | АК-47, АКМ, АК-74, АКС74У, АК-102, АК-12, AKU-94, Вепр                                                                                             | АКС74У относится к классу пистолет-пулеметов и именуется как AK74U АКМ именуются как АК-47 АК-102 именуется как АК117 AKU-94 именуется как AKBP                                                                                  | Возможна установка различных модулей В Ghosts и Advanced Warfare используется прототип АК-12 2012 года |
| Contract Wars/Hired Ops               | АКМС, АК-74, АКС74У, АК-105, АК-12 | Не обнаружено | Возможна установка различных модулей |
| Серия игр Counter-Strike              | АК-47, АКМ, АКС74У, АК-12 | Левозатворный АК-47 именуется как CV-47 АКС74У именуется как АК-74U | Убойное и крайне точное при стрельбе одиночными выстрелами оружие В CS:GO фигурирует в символике некоторых «званий» В Counter-Strike Online 2 используется прототип АК-12 2012 года |
| Серия игр Crysis                      | АК-74М | АК-74М имеет калибр 7,62mm и именуется как FY71 | |
| DayZ                                  | АКМ, АК-74, АКС74У, АК-101 | Не обнаружено | Имеет различные модули |
| Escape from Tarkov                    | АКМ, АКМН, АКМС, АКМСН, АК-74, АК-74Н, АКС-74, АКС-74Н, АКС74У, АКС74УБ, АКС74УН, АК-74М, АК-101, АК-102, АК-103, АК-104, АК-105, ВПО-209, ВПО-136 | Не обнаружено | Возможна установка различных модулей |
| Серия игр Fallout                     | АК-47, Type-56 | Калибр 5,56x45 | Тип-56 распространен даже спустя 200 лет |
| Серия игр Far Cry                     | АК-74 | В АК-74 используется калибр 7,62 мм и именуется как АК-47 В Far Cry 2 — левозатворный | Имеет 5 типов камуфляжа, имеется модификация «Повстанец» с уникальным камуфляжем, глушителем, коллиматором, увеличенным магазином, а также улучшением общих характеристик |
| Girls' Frontline                      | АК-47, АКC74У, АК-12, АК-15, ОЦ-12, AK Alfa, Type-56-1, Застава М21, Вепр, StG-940                                                                 | АКС74У относится к классу пистолет-пулеметов и именуется как AK-74U | |
| Серия игр Grand Theft Auto            | АК-47, АКМСУ, Type-56, АК-12 | Не обнаружено | В GTA 5 возможна установка различных модулей |
| Серия игр Hitman                      | АК-47, АКМСУ, АК-101, АК-103 | АКМСУ именуется как AH 74U АК-101 именуется как АК-74 | Возможна установка различных модулей |
| Insurgency                            | AKM, АК-74, АКС74У | Не обнаружено | Возможна установка различных модулей |
| Ironsight                             | AK-47, АК-12 | Не обнаружено | Возможна установка различных модулей Используется прототип АК-12 2012 года |
| Jagged Alliance 2                     | AKM, АКС74У, АК-74 | Не обнаружено | Возможна установка ЛЦУ, сошек, подствольного гранатомета и прицела |
| Серия игр Killing Floor               | АК-47, АК-12 | У АК-12 механика ствола такая же, как у АН-94 | Используется прототип АК-12 2012 года |
| Left 4 Dead 2                         | АК-47 | Магазин на 40 патронов | Возможна установка ЛЦУ |
| Mafia III                             | АКМ | АКМ именуется как Pasadena AR30 | - |
| Серия игр Max Payne                   | АК-47 | Не обнаружено | - |
| Серия игр Medal of Honor              | АК-47, АКС74У, АК-103, AKU-94 | AKU-94 называется АК-103 Bullpup | - |
| Серия игр Metro 2033                  | АКС74У, АК-74М | АКС74У именуется как АКСУ | Камуфляжный, возможна установка ЛЦУ |
| Operation Flashpoint: Cold War Crisis | АК-47, АК-74, АКС74У | Не обнаружено | Возможна установка подствольного гранатомета |
| Серия игр Payday                      | АКМ, АКМС, АКМСУ, АКС-74, АК-12 | В АКМ присутствуют детали от Type 84 и АК-74. В АКМСУ используются детали от АКС74У и относится к классу пистолет-пулеметов под именованием Krinkov. АКС-74 именуется как АК АКМС именуется как АК .762 АК-12 именуется как АК17 | Возможна установка различных модулей |
| Серия игр Perfect Dark                | АК-47, АКМ | АК-47 именуется как KF7 Special АКМ именуется как KSI-74 | KF7 Special является отсылкой к KF7 Soviet из GoldenEye 007 |
| PlayerUnknown's Battlegrounds         | АКМ, M762 | - | Возможна установка различных модулей |
| Rising Storm 2: Vietnam               | АК-47, АКМ, Type-56 | Не обнаружено | - |
| Серия Sniper: Ghost Warrior           | АКМ, АКС-74 | Не обнаружено | - |
| Soldiers of Anarchy                   | MPi-AKS-74N | MPi-AKS-74N именуется как АК74 | Визуально отличается от базового образца складным проволочным прикладом |
| Squad                                 | АКМ, АКМС, АК-74, АКС-74, АКС74У, АК-74М, AMD-65, PMD-63                                                                                           | Не обнаружено | - |
| Серия игр S.T.A.L.K.E.R               | АКС-74, АКС74У | Левозатворный, имеет обозначение АКм-74/2 | Возможна установка различных модулей |
| Survarium                             | АК-74Н, АКС74У, АК-74М, АК-12, Вепр, СОК-94, Rk.62                                                                                                 | АК-12 использует калибр 6,5 × 39 мм Grendel | Возможна установка различных модулей Используется прототип АК-12 2012 года |
| Серия игр Tomb Raider                 | АК-47, АКС74У, Type-56, WASR-2, Zastava M72 | - | Возможна установка различных модулей |
| Серия игр Tom Clancy’s The Division   | АК-47 | Не обнаружено | Возможна установка различных модулей |
| Серия игр Tom Clancy’s Ghost Recon    | АК-47, АК-74, АКС74У, АК-200, АК-12 | Не обнаружено | Возможна установка различных модулей Используется прототип АК-12 2012 года |
| Серия игр Tom Clancy’s Rainbow Six    | АК-47, АК-74, АКС74У, АК-74М, АК-12, M762 | Не обнаружено | Возможна установка различных модулей Используется прототип АК-12 2012 года |
| Серия игр Tom Clancy’s Splinter Cell  | АК-47, АКС74У, АК-101 | Не обнаружено | Возможна установка различных модулей |
| Warface                               | АК-47, АК-103, АК-9, AK Alfa, АК-12 | Не обнаружено | - |
| Серия игр Watch Dogs                  | АК-47 | Сильно увеличена отдача | - |
| World War 3                           | АК-12, AK Alfa, M762 | | Используется прототип АК-12 2014 года |
| World War Z                           | АК-103 | АК-103 именуется как ARM-103 | - |
| UFO: Aftershock                       | АК-47 | Не обнаружено | Имеет модули для установки некоторых приспособлений, позволяющих улучшить качество стрельбы. |
| Игры по мотивам Бондианы              | АК-47, АКС, АКМ, АКС74У, АК-74М | У АК-47 отсутствует приклад и именуется как KF7 Soviet АКС именуется как Soviet KA-5 АКМ именуется как АК-47 | - |
| Калибр                                | АКС-74, АКС-74У, АК-74М, АК-105 Булл-пап | Не обнаружено | Возможна установка прицелов (1П63 для АКС-74, Aimpoint CompM4s, ПК-01ВА для АК-74М, «Народоволец» для АК-105 Булл-пап), различных дульных устройств (пламегасители, глушители), ЛЦУ (ПЕРСТ-3 для АК-74М), рукояток и подствольного гранатомёта ГП-25. На АКС-74У нет возможности установки каких либо модулей. |

### В рейтингах
- Автомат входит в «Книгу рекордов Гиннесса» — он и его модификации занимают 15 % всех единиц стрелкового оружия в мире, являясь самым распространённым стрелковым оружием[4].
- АК занял первое место в списке самых значимых изобретений XX века по версии французского журнала «Либерасьон» (оставив позади атомное оружие и космические технологии)[4].
- АК попал на 4 место в списке «50 изделий, изменивших мир» по версии журнала Playboy, уступив только компьютеру Apple Macintosh, противозачаточной таблетке и видеомагнитофону Sony Betamax[18].

### В геральдике
Автомат Калашникова встречается на гербах некоторых стран: Мозамбика (с примкнутым штык-ножом), Зимбабве, Буркина-Фасо (с 1984 по 1997 годы), Восточного Тимора (с 2007 года), флаге Мозамбика, эмблеме ливанской группировки «Хезболла» Немецкий пистолет-пулемёт «HK MP5», порой изображаемый с секторным (рожковым) магазином и совершенно чётко просматриваемый на эмблеме немецкой леворадикальной Фракции Красной Армии, в публицистике порой путают с автоматом Калашникова. Вдвойне примечательно, что путают их сами немцы. К примеру, эту ошибку сделали в своих книгах немецкий журналист и писатель Штефан Ауст, высокопоставленный сотрудник организации «Международная амнистия» Стив Кроушоу и известный исследователь террористических и радикальных организаций Стивен Аткинс.

Герб Зимбабве
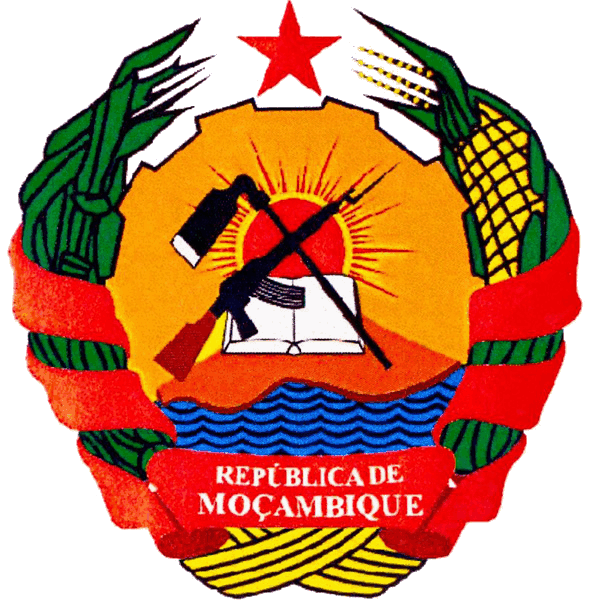
Герб Мозамбика
Герб Буркина-Фасо в 1984—1997
Герб Восточного Тимора c 2007
Флаг RAF (изображённый HK MP5 часто путают с АК)
Флаг Мозамбика
Флаг Авангарда красной молодёжи
Флаг группировки «Хезболла»
Герб Корпуса Стражей Исламской революции
Герб Добровольческого украинского корпуса

### В скульптуре
В начале 2019 года в Алжире, на западе вилайета Тебесса была открыта статуя автомата Калашникова (модель АК-47).